# Руперхт Пфалцски
Принц Руперхт (Руперт) Пфалцски (на немски: Ruprecht von der Pfalz; на английски: Rupert the Cavalier; * 17 декември 1619, Прага; † 29 ноември 1682, Лондон) „Кавалерът“ от род Вителсбахи, е херцог на Къмбърланд (Duke of Cumberland), Earl of Holderness, генералисимус на всички английски войски и английски командир като първи адмирал (Lord High Admiral) на кралската фота.

## Живот
Руперхт е третият син на Фридрих V (1596 – 1632), курфюрст на Пфалц и крал на Бохемия, и на принцеса Елизабет Стюарт (1596 – 1662), дъщеря на Джеймс I, който е крал на Англия и Ирландия и като Джеймс VI, крал на Шотландия.
Рупрехт се ражда в Прага няколко седмици след короноването на Фридрих V за крал на Бохемия. След ранната смърт на баща му през 1632 г. той расте при майка си в нидерландско изгнание. Следва в град Лайден и влиза след това в телохранителната гвардия на роднината му Фридрих Хайнрих фон Орания. Участва в испанския поход от 1635 г. и придружава същата година брат си Карл Лудвиг при техния чичо Чарлз I в Англия. Руперхт промовира за magister artium в университет Оксфорд. През 1637 г. се връща от Англия и участва в обсадата на Бреда, след това отива при брат си Карл Лудвиг, който го прави командир на кавалерията.
Рупрехт Пфалцски е кавалерийски офицер. През Тридесетгодишната война той се бие за различни страни. В битката при Влото той е пленен за три години в Австрия. През Английската наследствена война той се бие за чичо си Чарлз I. През септември 1645 г. командото му е взето от ядосания му чичо. През юни 1646 г. той и брат му Мориц са изгонени от Парламента от Англия. След две години Рупрехт се бие на страната на французите против Англия като пират.
След края на Тридесетгодишната война той се връща през 1652 г. обратно в Германия. Установява се в Майнц и се занимава няколко години с неговите природно-научни изследвания и с изкуство. През 1660 г. Рупрехт постъпва отново на английска служба. Той става частен секретар на крал Чарлз II и се грижи особено за марината. Става командир на флота, бие се против холандците, през 1672 г. е произведен на адмирал и от 1673 до 1679 г. е последник на краля като първи адмирал Lord High Admiral. Рупрехт е също първият gouverneur на 1670 г. основаната Hudson’s Bay Company, която скоро получава монопол за цялата търговия с кожи в Канада. Територията обхваща почти цяла днешна Канада и в негова чест е наречена на него Земята на Руперт (Ruperts Land).
Рупрехт умира неженен през 1682 г., оставя обаче две деца, дъщеря и син. Той е погребан в Уестминстърското абатство в Лондон.

## Личен живот
С неговата любовница Францес Бард (1646 – 1708) Рупрехт има син Дудлей Бард (наричан и Роберт Дудлей; * 1666, † 13 юли 1686, при обсадата на Офен).
Около 1670 г. той има нова любовница, артистката Маргарет Хугес (1630 – 1719). Тяхната дъщеря Руперта (1671 – 1740) се омъжва 1695 г. за английския генерал и посланик в Хановер Емануел Скропе Хове († 26 септември 1709).
- Францес Бард, любовницата на Рупрехт, от Питер Лели
- Руперхт фон дер Пфалц